# Campeonato Sudamericano de Baloncesto Femenino de 2006
El Campeonato Sudamericano de baloncesto Femenino de 2006 corresponde a la XXX edición del Campeonato Sudamericano de Baloncesto Femenino, que es organizado por FIBA Americas. Fue disputado en la Secretaría Nacional de Deportes en Asunción, capital de la provincia del mismo nombre en Paraguay, entre el 1 de agosto y el 5 de agosto de 2006 y clasifica a 3 equipos al Fiba Americas Femenino 2007 clasificatorio a Los Juegos Olímpicos 2008

## Primera fase

### Grupo A
|   | Equipo    | Pts | J | G | P | PF  | PC  | Dif  |
| - | --------- | --- | - | - | - | --- | --- | ---- |
| 1 | Brasil    | 6   | 3 | 3 | 0 | 331 | 125 | +206 |
| 2 | Chile     | 5   | 3 | 2 | 1 | 228 | 249 | -21  |
| 3 | Venezuela | 4   | 3 | 1 | 2 | 211 | 273 | -62  |
| 4 | Perú      | 3   | 3 | 0 | 3 | 158 | 281 | -123 |

| 1 de agosto, 15:30                  | Brasil                              | 104 - 38                            | Perú                                                          |  |
| Reporte                             |                                     |                                     |                                                               |  |
| Parciales: 35-5, 25-3, 22-16, 22-14 | Parciales: 35-5, 25-3, 22-16, 22-14 | Parciales: 35-5, 25-3, 22-16, 22-14 | polideportivo de la Secretaría Nacional de Deportes, Asunción |  |
| Érika Cristina De Souza 18 puntos   | Pts                                 | Maria Lucia Villanueva 11 puntos    | polideportivo de la Secretaría Nacional de Deportes, Asunción |  |
| Érika Cristina De Souza 17 rebotes  | Rebs                                | Maria Lucia Villanueva 5 rebotes    | polideportivo de la Secretaría Nacional de Deportes, Asunción |  |
| Soeli Garvao 5 asistencias          | Asists                              | Kelly Garrido 1 asistencia          | polideportivo de la Secretaría Nacional de Deportes, Asunción |  |

| 1 de agosto, 17:30                    | Venezuela                             | 85 - 90                               | Chile                                                         |  |
| Reporte                               |                                       |                                       |                                                               |  |
| Parciales: 15-28, 20-19, 18-28, 32-15 | Parciales: 15-28, 20-19, 18-28, 32-15 | Parciales: 15-28, 20-19, 18-28, 32-15 | polideportivo de la Secretaría Nacional de Deportes, Asunción |  |
| Janeth Castillo 25 puntos             | Pts                                   | Valentina Aragonese 22 puntos         | polideportivo de la Secretaría Nacional de Deportes, Asunción |  |
| Janeth Castillo 14 rebotes            | Rebs                                  | Ziomara Morrison 12 rebotes           | polideportivo de la Secretaría Nacional de Deportes, Asunción |  |
| Katherine Monasterio 4 asistencias    | Asists                                | Venecia Castañeda 6 asistencias       | polideportivo de la Secretaría Nacional de Deportes, Asunción |  |

| 2 de agosto, 15:30                   | Brasil                               | 112 - 47                             | Chile                                                         |  |
| Reporte                              |                                      |                                      |                                                               |  |
| Parciales: 30-17, 30-8, 24-10, 28-12 | Parciales: 30-17, 30-8, 24-10, 28-12 | Parciales: 30-17, 30-8, 24-10, 28-12 | polideportivo de la Secretaría Nacional de Deportes, Asunción |  |
| Kelly Santos 20 puntos               | Pts                                  | Valentina Aragonese 11 puntos        | polideportivo de la Secretaría Nacional de Deportes, Asunción |  |
| Érika Cristina De Souza 10 rebotes   | Rebs                                 | Pamela Gutiérrez 6 rebotes           | polideportivo de la Secretaría Nacional de Deportes, Asunción |  |
| Helen Luz 8 asistencias              | Asists                               | Javiera Novion 3 asistencias         | polideportivo de la Secretaría Nacional de Deportes, Asunción |  |

| 2 de agosto, 17:30                    | Venezuela                             | 86 - 68                                                | Perú                                                          |  |
| Reporte                               |                                       |                                                        |                                                               |  |
| Parciales: 18-14, 30-18, 20-19, 18-17 | Parciales: 18-14, 30-18, 20-19, 18-17 | Parciales: 18-14, 30-18, 20-19, 18-17                  | polideportivo de la Secretaría Nacional de Deportes, Asunción |  |
| Ofelia María Villarroel 24 puntos     | Pts                                   | Maria Lucia Villanueva 21 puntos                       | polideportivo de la Secretaría Nacional de Deportes, Asunción |  |
| Adalinda Espinoza 10 rebotes          | Rebs                                  | Maria Lucia Villanueva 12 rebotes                      | polideportivo de la Secretaría Nacional de Deportes, Asunción |  |
| Ivaney Marquez 4 asistencias          | Asists                                | Karina Figueroa (jugadora de baloncesto) 4 asistencias | polideportivo de la Secretaría Nacional de Deportes, Asunción |  |

| 3 de agosto, 15:30                   | Venezuela                            | 40 - 115                             | Brasil                                                        |  |
| Reporte                              |                                      |                                      |                                                               |  |
| Parciales: 14-32, 11-26, 11-34, 4-23 | Parciales: 14-32, 11-26, 11-34, 4-23 | Parciales: 14-32, 11-26, 11-34, 4-23 | polideportivo de la Secretaría Nacional de Deportes, Asunción |  |
| Ofelia María Villarroel 11 puntos    | Pts                                  | Érika Cristina De Souza 34 puntos    | polideportivo de la Secretaría Nacional de Deportes, Asunción |  |
| Janeth Castillo 5 rebotes            | Rebs                                 | Érika Cristina De Souza 10 rebotes   | polideportivo de la Secretaría Nacional de Deportes, Asunción |  |
| Fanny Yelitza Diaz 2 asistencias     | Asists                               | Micaela Jacintho 3 asistencias       | polideportivo de la Secretaría Nacional de Deportes, Asunción |  |

| 3 de agosto, 17:30                      | Chile                                 | 91 - 52                               | Perú                                                          |  |
| Reporte                                 |                                       |                                       |                                                               |  |
| Parciales: 21-13, 23-10, 18-16, 29-13   | Parciales: 21-13, 23-10, 18-16, 29-13 | Parciales: 21-13, 23-10, 18-16, 29-13 | polideportivo de la Secretaría Nacional de Deportes, Asunción |  |
| Paola Lorena Naranjo 23 puntos          | Pts                                   | Karina Figueroa 14 puntos             | polideportivo de la Secretaría Nacional de Deportes, Asunción |  |
| Paola Lorena Naranjo 11 rebotes         | Rebs                                  | Kelly Garrido 7 rebotes               | polideportivo de la Secretaría Nacional de Deportes, Asunción |  |
| Veronica Dellarrosa Ponce 5 asistencias | Asists                                | Maria Lucia Villanueva 3 asistencias  | polideportivo de la Secretaría Nacional de Deportes, Asunción |  |

### Grupo B
|   | Equipo    | Pts | J | G | P | PF  | PC  | Dif  |
| - | --------- | --- | - | - | - | --- | --- | ---- |
| 1 | Argentina | 6   | 3 | 3 | 0 | 272 | 169 | +103 |
| 2 | Colombia  | 5   | 3 | 2 | 1 | 226 | 212 | +14  |
| 3 | Paraguay  | 4   | 3 | 1 | 2 | 221 | 215 | +6   |
| 4 | Bolivia   | 3   | 3 | 0 | 3 | 144 | 267 | -123 |

| 1 de agosto, 15:30                    | Colombia                              | 69 - 78                               | Argentina                                                     |  |
| Reporte                               |                                       |                                       |                                                               |  |
| Parciales: 21-25, 12-12, 12-28, 24-13 | Parciales: 21-25, 12-12, 12-28, 24-13 | Parciales: 21-25, 12-12, 12-28, 24-13 | polideportivo de la Secretaría Nacional de Deportes, Asunción |  |
| Yaneth Maria Acosta 18 puntos         | Pts                                   | Veronica Soberon 22 puntos            | polideportivo de la Secretaría Nacional de Deportes, Asunción |  |
| Yaneth Maria Acosta 7 rebotes         | Rebs                                  | Erica Carolina Sánchez 7 rebotes      | polideportivo de la Secretaría Nacional de Deportes, Asunción |  |
| Laura Marcela Estrada 3 asistencias   | Asists                                | Natalia Rios 2 asistencias            | polideportivo de la Secretaría Nacional de Deportes, Asunción |  |

| 1 de agosto, 17:30                   | Paraguay                             | 86 - 45                              | Bolivia                                                       |  |
| Reporte                              |                                      |                                      |                                                               |  |
| Parciales: 26-10, 18-11, 13-16, 29-8 | Parciales: 26-10, 18-11, 13-16, 29-8 | Parciales: 26-10, 18-11, 13-16, 29-8 | polideportivo de la Secretaría Nacional de Deportes, Asunción |  |
| Paola Andrea Ferrari 34 puntos       | Pts                                  | Yuvinka Edith Medrano 22 puntos      | polideportivo de la Secretaría Nacional de Deportes, Asunción |  |
| Maria De La Paz Barrail 9 rebotes    | Rebs                                 | Esther Galit Pacheco 12 rebotes      | polideportivo de la Secretaría Nacional de Deportes, Asunción |  |
| Johanna Ghiringhelli 6 asistencias   | Asists                               | Esther Galit Pacheco 2 asistencias   | polideportivo de la Secretaría Nacional de Deportes, Asunción |  |

| 2 de agosto, 15:30                     | Argentina                           | 105 - 38                            | Bolivia                                                       |  |
| Reporte                                |                                     |                                     |                                                               |  |
| Parciales: 26-6, 22-14, 29-11, 28-7    | Parciales: 26-6, 22-14, 29-11, 28-7 | Parciales: 26-6, 22-14, 29-11, 28-7 | polideportivo de la Secretaría Nacional de Deportes, Asunción |  |
| Natalia Rios 14 puntos                 | Pts                                 | Paola Zarate 10 puntos              | polideportivo de la Secretaría Nacional de Deportes, Asunción |  |
| Cecilia Alejandra Peters 13 rebotes    | Rebs                                | Esther Galit Pacheco 10 rebotes     | polideportivo de la Secretaría Nacional de Deportes, Asunción |  |
| Cecilia Alejandra Peters 6 asistencias | Asists                              | Karola Berrocal 1 asistencia        | polideportivo de la Secretaría Nacional de Deportes, Asunción |  |

| 2 de agosto, 17:30                    | Paraguay                              | 73 - 81                               | Colombia                                                      |  |
| Reporte                               |                                       |                                       |                                                               |  |
| Parciales: 20-25, 14-26, 27-16, 12-14 | Parciales: 20-25, 14-26, 27-16, 12-14 | Parciales: 20-25, 14-26, 27-16, 12-14 | polideportivo de la Secretaría Nacional de Deportes, Asunción |  |
| Paola Andrea Ferrari 25 puntos        | Pts                                   | Yaneth Maria Acosta 28 puntos         | polideportivo de la Secretaría Nacional de Deportes, Asunción |  |
| Paola Andrea Ferrari 7 rebotes        | Rebs                                  | Yaneth Maria Acosta 18 rebotes        | polideportivo de la Secretaría Nacional de Deportes, Asunción |  |
| Johanna Ghiringhelli 6 asistencias    | Asists                                | Liliana Cabezas 4 asistencias         | polideportivo de la Secretaría Nacional de Deportes, Asunción |  |

| 3 de agosto, 15:30                    | Colombia                              | 76 - 61                               | Bolivia                                                       |  |
| Reporte                               |                                       |                                       |                                                               |  |
| Parciales: 14-17, 23-15, 24-16, 15-13 | Parciales: 14-17, 23-15, 24-16, 15-13 | Parciales: 14-17, 23-15, 24-16, 15-13 | polideportivo de la Secretaría Nacional de Deportes, Asunción |  |
| Yenny Marcela Pinilla 24 puntos       | Pts                                   | Jenny Vaca 14 puntos                  | polideportivo de la Secretaría Nacional de Deportes, Asunción |  |
| Yaneth Maria Acosta 13 rebotes        | Rebs                                  | Paola Andrea Marquez 8 rebotes        | polideportivo de la Secretaría Nacional de Deportes, Asunción |  |
| Laura Marcela Estrada 4 asistencias   | Asists                                | Griselda Crespo 2 asistencias         | polideportivo de la Secretaría Nacional de Deportes, Asunción |  |

| 3 de agosto, 17:30                   | Paraguay                             | 62 - 89                              | Argentina                                                     |  |
| Reporte                              |                                      |                                      |                                                               |  |
| Parciales: 8-23, 19-23, 23-24, 12-19 | Parciales: 8-23, 19-23, 23-24, 12-19 | Parciales: 8-23, 19-23, 23-24, 12-19 | polideportivo de la Secretaría Nacional de Deportes, Asunción |  |
| Paola Andrea Ferrari 28 puntos       | Pts                                  | Natalia Rios 19 puntos               | polideportivo de la Secretaría Nacional de Deportes, Asunción |  |
| Paola Andrea Ferrari 11 rebotes      | Rebs                                 | Gisela Vega 12 rebotes               | polideportivo de la Secretaría Nacional de Deportes, Asunción |  |
| Paola Andrea Ferrari 3 asistencias   | Asists                               | Sandra Pavón 4 asistencias           | polideportivo de la Secretaría Nacional de Deportes, Asunción |  |

## Fase final

### Semifinal
| 4 de agosto, 18:30                   | Brasil                               | 84 - 41                              | Colombia                                                      |  |
| Reporte                              |                                      |                                      |                                                               |  |
| Parciales: 16-8, 25-11, 20-12, 23-10 | Parciales: 16-8, 25-11, 20-12, 23-10 | Parciales: 16-8, 25-11, 20-12, 23-10 | polideportivo de la Secretaría Nacional de Deportes, Asunción |  |
| Helen Luz 16 puntos                  | Pts                                  | Elena María Díaz 10 puntos           | polideportivo de la Secretaría Nacional de Deportes, Asunción |  |
| Cintia Silva 11 rebotes              | Rebs                                 | Elena María Díaz 5 rebotes           | polideportivo de la Secretaría Nacional de Deportes, Asunción |  |
| Helen Luz 9 asistencias              | Asists                               | Laura Marcela Estrada 1 asistencia   | polideportivo de la Secretaría Nacional de Deportes, Asunción |  |

| 4 de agosto, 18:30                    | Argentina                             | 88 - 67                               | Chile                                                         |  |
| Reporte                               |                                       |                                       |                                                               |  |
| Parciales: 27-14, 23-12, 13-22, 25-19 | Parciales: 27-14, 23-12, 13-22, 25-19 | Parciales: 27-14, 23-12, 13-22, 25-19 | polideportivo de la Secretaría Nacional de Deportes, Asunción |  |
| Gisela Vega 23 puntos                 | Pts                                   | Tatiana Gómez 16 puntos               | polideportivo de la Secretaría Nacional de Deportes, Asunción |  |
| Gisela Vega 12 rebotes                | Rebs                                  | Ziomara Morrison 11 rebotes           | polideportivo de la Secretaría Nacional de Deportes, Asunción |  |
| Laura Betiana Nicolini 5 asistencias  | Asists                                | Valentina Aragonese 5 asistencias     | polideportivo de la Secretaría Nacional de Deportes, Asunción |  |

### Partido del 3 lugar
| 5 de agosto, 18:30                    | Colombia                              | 89 - 82                               | Chile                                                         |  |
| Reporte                               |                                       |                                       |                                                               |  |
| Parciales: 19-24, 27-17, 16-17, 27-24 | Parciales: 19-24, 27-17, 16-17, 27-24 | Parciales: 19-24, 27-17, 16-17, 27-24 | polideportivo de la Secretaría Nacional de Deportes, Asunción |  |
| Yaneth Maria Arias 27 puntos          | Pts                                   | Tatiana Gomez 34 puntos               | polideportivo de la Secretaría Nacional de Deportes, Asunción |  |
| Yaneth Maria Arias 13 rebotes         | Rebs                                  | Tatiana Gomez 17 rebotes              | polideportivo de la Secretaría Nacional de Deportes, Asunción |  |
| Erika Yaneth Valek 9 asistencias      | Asists                                | Paula Franco 4 asistencias            | polideportivo de la Secretaría Nacional de Deportes, Asunción |  |

### Final
| 5 de agosto, 20:30                   | Brasil                               | 91 - 62                              | Argentina                                                     |  |
| Reporte                              |                                      |                                      |                                                               |  |
| Parciales: 21-24, 14-13, 28-21, 28-4 | Parciales: 21-24, 14-13, 28-21, 28-4 | Parciales: 21-24, 14-13, 28-21, 28-4 | polideportivo de la Secretaría Nacional de Deportes, Asunción |  |
| Helen Luz 18 puntos                  | Pts                                  | Marcela Paoletta 12 puntos           | polideportivo de la Secretaría Nacional de Deportes, Asunción |  |
| Érika Cristina De Souza 13 rebotes   | Rebs                                 | Gisela Vega 5 rebotes                | polideportivo de la Secretaría Nacional de Deportes, Asunción |  |
| Soeli Garvao 4 asistencias           | Asists                               | Marcela Paoletta 2 asistencias       | polideportivo de la Secretaría Nacional de Deportes, Asunción |  |

| Brasil                 |
| Campeón Brasil         |
| Vigésimo Primer Título |

## Clasificación
| Posición | Equipo    |
| -------- | --------- |
| 1        | Brasil    |
| 2        | Argentina |
| 3        | Colombia  |
| 4        | Chile     |
| 5        | Paraguay  |
| 6        | Venezuela |
| 7        | Perú      |
| 8        | Bolivia   |

## Clasificados al FIBA Americas Femenino 2007
| Bandera de Brasil | Bandera de Argentina | Bandera de Colombia |
| Brasil            | Argentina            | Colombia            |
| ----------------- | -------------------- | ------------------- |